# Reginald Michelin
Reginald Townend Michelin (* 31. Dezember 1903 in Morant Bay, Saint Thomas Parish, Jamaika; † 22. September 1998 im Saint James Parish, Jamaika), war ein jamaikanischer Colonel und Polizeibeamter im britischen Kolonialpolizeidienst. In seinen letzten beiden Verwendungen war er Polizeichef (Police Commissioner) von Barbados und danach von Jamaika.

## Leben
Er war ein Sohn des Siedlers Victor Alfred Michelin und seiner Frau Mary Alice, geb. Townend.  Von 1919 bis 1922 besuchte er die Exeter School in England.
Michelin wurde 1924 Sub-Inspector der Jamaica Constabulary Force (JCF), Police, Jamaica. 1928 wurde er auf die British Leeward Islands versetzt und erhielt dort bei der British Leeward Islands Police einen Posten als Inspektor. 1930 wurde er bei der Nigeria Police Force von Nigeria Assistant Commissioner of Police.
Seinen ersten Posten als Polizeichef im Rang eines Commissioner of Police bekam er 1949 bei der Royal Barbados Police Force (RBPF). In gleicher Verwendung war dann Polizeichef der JCF in seiner Heimat von 1953 bis zur Pensionierung im Jahr 1958.
Nach der Zurruhesetzung war er bis 1964 Generalmanager der Agualta Vale, einem Landgut im Saint Mary Parish, und war danach von 1964 bis 1973 im Jamaica Tourist Board (JTB) des Tourismus- und Freizeitministeriums tätig.
Aus der 1940 mit Nina Gladys Faulkner, geborene Faulkner (1916–2004), geschlossenen Ehe ging ein Sohn und eine Tochter hervor. Sein Leichnam ist auf dem Friedhof der Saint Mark Anglican Church in Rio Bueno, einer Siedlung im Trelawny Parish, beigesetzt.

## Auszeichnungen
- 1952: Officer des Order of the British Empire (OBE)
- 1953: Commander des Royal Victorian Order (CVO)
- 1957: Companion des Order of St. Michael and St. George (CMG)